# 有疏漏性邏輯
有疏漏性邏輯是Donald Nute提出的用来形式化有疏漏性推理的非單調邏輯。在有疏漏性邏輯中，有事實(facts)、規則(rules)及優勢關係(superiority relation)三種不同類型的命題。而規則部分，又分為嚴格規則(strict rules)、有疏漏性規則(defeasible rules)、以及否決質詢規則(defeaters)三種：
事實：無可爭辯的聲明。
優勢關係：在規則集合上定義的二元關係中的優勢關係。優勢關係確定兩個（衝突）規則的相對強度。若在制定優勢關係導致出現循環時，則會自動否決相關的論證結果。
嚴格規則：所指定的一個事實總是另一個事實的結論；
有疏漏性規則：給定的一個事實，典型上是為另一個事實的推定結論；有疏漏性規則會因為有相反證據的提出而停止適用。
否決質詢規則：指定例外給有疏漏性規則，而非用來得出任何的結論。它們的唯一用途是防止得出某些結論。
可以在有疏漏性規則和否決質詢規則上給出優先等級（優勢關係）。在演繹期間，先適用嚴格規則，而有疏漏性規則只能適用在没有更高優先等級的否決質詢規則指定它不能用的時候。優勢關係若導致出現循環時，則會自動否決相關的論證結果。

## 引用
- Donald Nute (1994). Defeasible logic. In 'Handbook of logic in artificial intelligence and logic programming, volume 3: Nonmonotonic reasoning and uncertain reasoning, pages 353-395. Oxford University Press.

- Donald Nute, Defeasible logic, Lecture Notes in Computer Science, Springer, 2003.

- G. Antoniou, D. Billington, G. Governatori, and M. Maher (2001). Representation results for defeasible logic. ACM Transactions on Computational Logic, 2 (2):255-287 （页面存档备份，存于）.

1. 重定向 可废止逻辑

- 合併重定向：这是由被合并页面，指向并入页面的重向。本重定向用於保持頁面題名至相應主條目，令頁面內容在合併後仍能保存其編輯歷史。請不要移除標記或刪除此頁面。

1. ↑  Donald Nute (1994). Defeasible logic. In 'Handbook of logic in artificial intelligence and logic programming, volume 3: Nonmonotonic reasoning and uncertain reasoning, pages 353-395. Oxford University Press
2. ↑  .   [2020-06-04]. （原始内容存档于2020-06-04）.
3. ↑  .   [2020-06-19]. （原始内容存档于2020-12-01）.